# Eparchia nieftiekamska
Eparchia nieftiekamska – jedna z eparchii Rosyjskiego Kościoła Prawosławnego, z siedzibą w Nieftiekamsku. Należy do metropolii baszkortostańskiej.
Erygowana przez Święty Synod Rosyjskiego Kościoła Prawosławnego 28 grudnia 2011 poprzez wydzielenie z eparchii ufijskiej i stierlitamackiej. Obejmuje terytorium części rejonów republiki Baszkortostanu. Postanowieniem Świętego Synodu, w 2017 r. z części terytoriów eparchii nieftiekamskiej, ufijskiej i saławackiej wydzielono nową administraturę – eparchię birską.

## Biskupi nieftiekamscy
- Ambroży (Munteanu), 2011-2019[3][4]
- Mitrofan (Jewrokatow), od 2024[5]